# Liste der Kulturdenkmäler in Remagen
In der Liste der Kulturdenkmäler in Remagen sind alle Kulturdenkmäler der rheinland-pfälzischen Stadt Remagen einschließlich der Stadtteile Bandorf, Kripp, Oberwinter, Oedingen, Rolandseck, Rolandswerth und Unkelbach aufgeführt. Grundlage ist die Denkmalliste des Landes Rheinland-Pfalz (Stand: 12. Juni 2023).

## Remagen

### Denkmalzonen
| Bezeichnung                          | Lage | Baujahr           | Beschreibung | Bild                           |
| ------------------------------------ | --- | ----------------- | --- | ------------------------------ |
| Denkmalzone Jüdischer Friedhof       | Alte Straße, Ecke Schillerstraße Lage                                                                                         | 1889              | 1889 angelegt; 23 Grabsteine sowie eine Grabplatte | weitere Bilder Fotos hochladen |
| Denkmalzone Römerkastell             | Deichweg 9, Kirchstraße 3–21 (ungerade Nummern), Kirchstraße 14–34 (gerade Nummern), 38, Neipengasse 2, 5, 6, 12, 14, 16 Lage | 1.–5. Jahrhundert | Überreste des römischen Kastells einschließlich der im Boden liegenden Teile (bauliche Gesamtanlage), 1. bis 5. Jahrhundert; Anlage mit vier Hauptausbauphasen; anschaulich erhalten vor allem Bauteile des Kommandantenwohnhauses (Kirchstraße 5) und des Verwaltungsgebäudes (Kirchstraße 9) sowie zwei Abschnitte der Wehrmauer hinter Kirchstraße 3 und der katholischen Pfarrkirche | Fotos hochladen                |
| Denkmalzone Schloss Marienfels       | nordwestlich der Stadt an der B 9 (Kölner Straße) Lage                                                                        | 1859–63           | malerischer neugotischer Putzbau, 1859–63, Architekt Carl Schnitzler, Ausstattung; Nebengebäude; Park, 1862/63 nach Plan von Schnitzler | weitere Bilder Fotos hochladen |
| Denkmalzone Alter Jüdischer Friedhof | südwestlich der Stadt; Distrikt In der Büschmar Lage                                                                          | vor 1750          | 21 Grabsteine ab der zweiten Hälfte des 19. Jahrhunderts | weitere Bilder Fotos hochladen |

### Einzeldenkmäler
| Bezeichnung                                  | Lage                                                                          | Baujahr                            | Beschreibung | Bild                                    |
| -------------------------------------------- | ----------------------------------------------------------------------------- | ---------------------------------- | --- | --------------------------------------- |
| Stadtbefestigung                             | Rheinpromenade, Deichweg, Milchgasse, Drususplatz, Backstraße, Obergasse      | ab 1357                            | von der ab 1357 begonnenen Stadtmauer erhalten: 500 m lange Mauer an der Nordseite (Rheinpromenade/Deichweg; Lage); Mauerrest an der Nordwestecke (Milchgasse 12; Lage), 200 m langes Mauerstück mit Zinnenkranz an der Milchgasse (Lage); verbauter Mauerrest in Drususplatz 3 (Lage); Mauerstück hinter Bachstraße 23/25/Ecke Drususplatz (Lage); Mauerrest mit großen Basaltsteinen in der Obergasse (Lage); an der Rheinseite Pforte (Rheinpromenade 48; Lage), zur Kirche ansteigendes Mauerstück | weitere Bilder Fotos hochladen          |
| Wohnhaus                                     | Alte Straße 8 Lage                                                            | um 1910                            | Putzbau, Jugendstil, um 1910 | weitere Bilder Fotos hochladen          |
| Friedhofskreuz                               | Alte Straße, auf dem Alten Friedhof Lage                                      | 1834                               | Friedhofskreuz, Nischentyp, bezeichnet 1834 | Fotos hochladen                         |
| Villa                                        | Am Anger 9 Lage                                                               | zweite Hälfte des 19. Jahrhunderts | späthistoristischer Putzbau, Turm, zweite Hälfte des 19. Jahrhunderts; Gesamtanlage mit Garten | weitere Bilder Fotos hochladen          |
| Wegekreuz                                    | Am Anger, bei Nr. 9 Lage                                                      | 1681                               | Wegekreuz, Nischentyp, bezeichnet 1681, Kreuz bezeichnet 1823 | weitere Bilder Fotos hochladen          |
| Villa                                        | Am Spich 5 Lage                                                               | um 1900                            | späthistoristischer Putzbau, teilweise Fachwerk, um 1900; Gesamtanlage mit Garten | weitere Bilder Fotos hochladen          |
| Villa                                        | Am Spich 8 Lage                                                               | um 1910                            | neubarocker Tuffquaderbau, Mansardwalmdach, um 1910; Gesamtanlage mit Garten | weitere Bilder Fotos hochladen          |
| Katholische Wallfahrtskirche St. Apollinaris | Apollinarisberg 4 Lage                                                        | 1839–1843                          | einschiffiger Bau über griechischem Kreuz mit vier Türmen, im Wesen klassizistisch, in den Details neugotisch, dreischiffige Hallenkrypta neuromanisch, 1839–1843, Architekt Ernst Friedrich Zwirner; ehemaliges Franziskanerkloster, nach 1972; Franziskusskulptur, zwei Grotten, Gruft, Kreuzigungsgruppe; Gesamtanlage | weitere Bilder Fotos hochladen          |
| Rathaus                                      | Bachstraße 2 Lage                                                             | 1835–1839                          | siebenachsiger klassizistischer Putzbau, bezeichnet 1839 | weitere Bilder Fotos hochladen          |
| Wohnhaus                                     | Bachstraße 13 Lage                                                            | Ende des 19. Jahrhunderts          | zweieinhalbgeschossiger Putzbau, Ende des 19. Jahrhunderts | weitere Bilder Fotos hochladen          |
| Gedenkstein                                  | Bergstraße, bei Nr. 1 Lage                                                    | 1768                               | Gedenkstein in Pyramidenform, errichtet 1768 anlässlich der Erweiterung der (römischen) Uferstraße durch Karl Theodor, Kurfürst von der Pfalz | weitere Bilder Fotos hochladen          |
| Wohnhaus                                     | Bismarckstraße 20 Lage                                                        | 1895                               | Putzbau, bezeichnet 1895 | weitere Bilder Fotos hochladen          |
| Wegekreuz                                    | Deichweg Lage                                                                 |                                    | Wegekreuz, Nischentyp | Fotos hochladen                         |
| Apollinariskeller                            | Deichweg 4 Lage                                                               | 1866–79                            | bezeichnet 1866–79, erneuert 1965 | Fotos hochladen                         |
| Wohnhaus                                     | Drususplatz 3 Lage                                                            | 18. Jahrhundert                    | Fachwerkhaus, Mansarddach, 18. Jahrhundert; steht auf Rest der Stadtmauer | weitere Bilder Fotos hochladen          |
| Villa                                        | Friesenstraße 3/5 Lage                                                        | 1909                               | Walmdach-Villa, 1909; Gesamtanlage mit Garten und Tor- und Gesindehaus | weitere Bilder Fotos hochladen          |
| Kapelle                                      | Fürstenbergstraße 9 Lage                                                      | 19. Jahrhundert                    | neugotischer Bruchsteinbau, 19. Jahrhundert; Missionskreuz, bezeichnet 1737 | weitere Bilder Fotos hochladen          |
| Wohnhaus                                     | Fürstenbergstraße 23 Lage                                                     | um 1900                            | dreieinhalbgeschossiger Backsteinbau, um 1900 | weitere Bilder Fotos hochladen          |
| Schule                                       | Geschwister-Scholl-Straße 9 Lage                                              | um 1910                            | lisenengegliederter Walmdachbau, um 1910 | weitere Bilder Fotos hochladen          |
| Villa Einsiedeln                             | Im neuen Weg 40 Lage                                                          | um 1914                            | Putzbau, Landhausstil, um 1914 | weitere Bilder Fotos hochladen          |
| Wohn- und Gasthaus                           | Kirchstraße 4 Lage                                                            | erste Hälfte des 19. Jahrhunderts  | klassizistischer Putzbau, erste Hälfte des 19. Jahrhunderts | weitere Bilder Fotos hochladen          |
| Wohnhaus                                     | Kirchstraße 5 Lage                                                            | um 1900/10                         | eingeschossiger Walmdachbau, teilweise Fachwerk und verschiefert, um 1900/10 | weitere Bilder Fotos hochladen          |
| Wohnhaus                                     | Kirchstraße 7 Lage                                                            | 19. Jahrhundert                    | Fachwerkhaus, teilweise massiv, 19. Jahrhundert | weitere Bilder Fotos hochladen          |
| Wegekreuz                                    | Kirchstraße, bei Nr. 7 Lage                                                   | 1686                               | Wegekreuz, Nischentyp, bezeichnet 1686 | weitere Bilder Fotos hochladen          |
| Heimatmuseum                                 | Kirchstraße 9 Lage                                                            | zweite Hälfte des 15. Jahrhunderts | Kapelle der ehemaligen Abtei Knechtsteden, zweite Hälfte des 15. Jahrhunderts, Profanierung und Umbau zum Heimatmuseum 1904/05 | weitere Bilder Fotos hochladen          |
| Wohnhaus                                     | Kirchstraße 13 Lage                                                           |                                    | teilweise massiv, verputzt, Mansardwalmdach, im Kern spätmittelalterlich, Umbau im späten 18. Jahrhundert | weitere Bilder Fotos hochladen          |
| Wohnhaus                                     | Kirchstraße 22 Lage                                                           | 1664                               | Putzbau, Fachwerkaufstockung, bezeichnet 1664; rückwärtig Fachwerkhaus, Ständerbau | weitere Bilder Fotos hochladen          |
| Villa                                        | Kirchstraße 30, Deichweg 9 Lage                                               |                                    | späthistoristische Villa, Neurenaissance; Gesamtanlage mit Garten | weitere Bilder Fotos hochladen          |
| Pfarrhaus                                    | Kirchstraße 32 Lage                                                           | 1794                               | ehemaliges Pfarrhaus, lisenengegliederter Walmdachbau, bezeichnet 1794; Gesamtanlage mit Kirche | weitere Bilder Fotos hochladen          |
| Katholische Pfarrkirche St. Peter und Paul   | Kirchstraße 34 Lage                                                           | ab dem 11. Jahrhundert             | neuromanische Basilika, 1900–04, Architekt: Caspar Clemens Pickel, unter Einbeziehung der spätromanischen Kirche des 11. bis 13. Jahrhunderts, Westturm von 1660, mit Architekturteilen der ersten Hälfte des 13. Jahrhunderts; Gesamtanlage mit Pfarrhaus und Brunnen | weitere Bilder Fotos hochladen          |
| Pfarrhof                                     | Kirchstraße, bei Nr. 34 Lage                                                  | ab 1200                            | Pfarrhof mit romanischem Pfarrhoftor, um 1200; 15 Kreuze, die meisten aus dem 18. Jahrhundert, Grabplatten, mittelalterlich und aus dem 18. Jahrhundert, drei kleine Grabplatten, neugotisches Gusseisenkreuz, 19. Jahrhundert, Brunnen, 1718 | weitere Bilder Fotos hochladen          |
| Villa                                        | Kölner Straße 1 Lage                                                          | 1904                               | späthistoristische Villa, Treppengiebel, Backsteinaufgang, 1904; Gesamtanlage | weitere Bilder Fotos hochladen          |
| Villa                                        | Kölner Straße 3 Lage                                                          | 1895                               | späthistoristische Villa, Fachwerkgiebel, bezeichnet 1895 | weitere Bilder Fotos hochladen          |
| Villa                                        | Kölner Straße 5 Lage                                                          | Ende des 19. Jahrhunderts          | späthistoristische Villa, Ende des 19. Jahrhunderts | weitere Bilder Fotos hochladen          |
| Haus Herresberg                              | Kölner Straße 9 Lage                                                          | 1858                               | stattlicher dreigeschossiger Putzbau, 1858 | weitere Bilder Fotos hochladen          |
| Bahnhof Remagen                              | Maisons-Laffitte-Platz 2 Lage                                                 | 1858/59                            | villenartiger spätklassizistischer Putzbau, 1858/59; gusseiserne Bahnsteigüberdachungen, 19. Jahrhundert | weitere Bilder Fotos hochladen          |
| Marienbrunnen                                | Marktplatz Lage                                                               | 1862                               | Brunnenbecken mit Marienskulptur, bezeichnet 1862 | weitere Bilder Fotos hochladen          |
| Annakapelle                                  | Marktstraße, Ecke Frongasse Lage                                              | 1904–1906                          | Kirche des ehemaligen Klosters St. Anna; Querhaus und Chor der neugotischen Backsteinkirche, 1904–1906; Architekt Caspar Clemens Pickel | weitere Bilder Fotos hochladen          |
| Evangelische Friedenskirche                  | Marktstraße 21 Lage                                                           | 1871                               | neugotischer Backsteinsaalbau, bezeichnet 1871 | weitere Bilder Fotos hochladen          |
| Wohnhaus                                     | Marktstraße 26 Lage                                                           | Mitte des 19. Jahrhunderts         | spätklassizistischer Putzbau, dreigeschossiger turmartiger Eckbau, Pyramidaldach, Mitte des 19. Jahrhunderts | weitere Bilder Fotos hochladen          |
| Kindergarten                                 | Marktstraße 28 Lage                                                           | um 1900                            | ehemaliges Schulhaus; dreigeschossiger Backsteinbau, um 1900 | weitere Bilder Fotos hochladen          |
| Wohnhaus                                     | Milchgasse 8 Lage                                                             | 18. oder 19. Jahrhundert           | Fachwerkhaus, Mansarddach, 18. oder 19. Jahrhundert | weitere Bilder Fotos hochladen          |
| Wohnhaus                                     | Milchgasse 9 Lage                                                             | frühes 18. Jahrhundert             | Fachwerkhaus, Mansardwalmdach, frühes 18. Jahrhundert | weitere Bilder Fotos hochladen          |
| Wohnhaus                                     | Postgasse 12 Lage                                                             | um 1800                            | Fachwerkhaus, verputzt, Mansarddach, um 1800; Gesamtanlage mit Hof | weitere Bilder Fotos hochladen          |
| Ludendorff-Brücke                            | Rheinpromenade Lage                                                           | 1916–1919                          | Pylonen der ehemaligen Rheinbrücke, 1916–1919 | weitere Bilder Fotos hochladen          |
| Hotel Zum Anker                              | Rheinpromenade 40 Lage                                                        | spätes 19. Jahrhundert             | Putzbau des späten 19. Jahrhunderts mit historischer Ausstattung, spätes 19. Jahrhundert | weitere Bilder Fotos hochladen          |
| Hotel                                        | Rheinpromenade 43 Lage                                                        | Mitte des 19. Jahrhunderts         | italienisierender dreigeschossiger Putzbau, neunachsige Attika, Treppenturm, Mitte des 19. Jahrhunderts | weitere Bilder Fotos hochladen          |
| Wohnhaus                                     | Von-Lassaulx-Straße 4 Lage                                                    | um 1900                            | Mansardwalmdachbau, neugotische Motive, um 1900 | weitere Bilder Fotos hochladen          |
| Wohnhaus                                     | Von-Lassaulx-Straße 10 Lage                                                   | um 1900                            | neubarocker Mansardwalmdachbau, um 1900 | weitere Bilder Fotos hochladen          |
| Jagdhaus Calmuth                             | nordwestlich der Stadt hinter Schloss Marienfels und Haus Herresberg Lage     | 1887                               | späthistoristisches Landhaus; fünfachsige Risalitvilla, 1887, Architekt Otto March, 1899/1900 Umbau und Erweiterung, 1906/07 und 1911 weitere Erweitungen; zugehörig Nebengebäude und Parkanlage | weitere Bilder Fotos hochladen          |
| Meilenstein                                  | nordwestlich der Stadt an der B 9 Lage                                        | 1820                               | preußischer Ganzmeilenstein; Basaltobelisk mit seitlichen Sitzbänken, preußischer Adler als Gusseisenrelief, 1820 | weitere Bilder Fotos hochladen          |
| Hagelkreuz                                   | südlich der Stadt; Flur Am Hagelkreuz Lage                                    | 1693                               | Feldkreuz, Typ mit Kielbogennische und Sockelbank, bezeichnet 1693 | weitere Bilder Fotos hochladen          |
| Bildstock                                    | südlich der Stadt in der Nähe des Lützelbachhofs; Distrikt Auf Hofreiden Lage | um 1900                            | Bildstock, neugotisch, um 1900 | Fotos hochladen                         |
| Grabkreuz                                    | südlich der Stadt bei Oberstental                                             | 1664                               | Grabkreuz, bezeichnet 1664 | Direkt Bild zu diesem Denkmal hochladen |
| Balthasarkreuz                               | südlich der Stadt Lage                                                        | 1711                               | Wegekreuz, Nischentyp, bezeichnet 1711 | weitere Bilder Fotos hochladen          |
| Haus Ernich                                  | südöstlich von Unkelbach, oberhalb der B 9 Lage                               | 1906–08                            | klassizistischer Mansardwalmdachbau, 1906–08, Architekt Ernst von Ihne; Gesamtanlage mit Park | weitere Bilder Fotos hochladen          |

## Bandorf

### Einzeldenkmäler
| Bezeichnung | Lage             | Baujahr                  | Beschreibung                                | Bild                           |
| ----------- | ---------------- | ------------------------ | ------------------------------------------- | ------------------------------ |
| Wohnhaus    | Im Winkel 5 Lage | 18. oder 19. Jahrhundert | Fachwerkhaus, 18. oder 19. Jahrhundert      | BW                             |
| Zehntturm   | Turmweg 32 Lage  | 1657                     | dreigeschossiger Massivbau, bezeichnet 1657 | weitere Bilder Fotos hochladen |

## Kripp

### Einzeldenkmäler
| Bezeichnung                                  | Lage                                 | Baujahr                   | Beschreibung                                                                         | Bild                           |
| -------------------------------------------- | ------------------------------------ | ------------------------- | ------------------------------------------------------------------------------------ | ------------------------------ |
| Mausoleum                                    | Quellenstraße, auf dem Friedhof Lage | um 1900                   | Oktogon mit Tambour, um 1900                                                         | weitere Bilder Fotos hochladen |
| Alte Kapelle                                 | Quellenstraße 34 Lage                | 1768–72                   | barocker Saalbau, 1768–72, profaner Umbau 1910                                       | weitere Bilder Fotos hochladen |
| Katholische Pfarrkirche St. Johannes Nepomuk | Quellenstraße 71 Lage                | 1900–1903                 | zweischiffige neugotische Backsteinhalle, Architekt Caspar Clemens Pickel, 1900–1903 | weitere Bilder Fotos hochladen |
| Grabkreuze                                   | Quellenstraße, bei Nr. 71 Lage       | Ende des 18. Jahrhunderts | Grabkreuze, Ende des 18. Jahrhunderts                                                | BW                             |
| Pumpe                                        | Quellenstraße, bei Nr. 71 Lage       | 19. Jahrhundert           | Schwengelpumpe, 19. Jahrhundert                                                      | Fotos hochladen                |
| Kapelle zur schmerzhaften Muttergottes       | Quellenstraße 101a Lage              | Ende des 19. Jahrhunderts | kleiner Saalbau, Ende des 19. Jahrhunderts                                           | weitere Bilder Fotos hochladen |

## Oberwinter

### Einzeldenkmäler
| Bezeichnung                            | Lage                                                      | Baujahr                     | Beschreibung | Bild                           |
| -------------------------------------- | --------------------------------------------------------- | --------------------------- | --- | ------------------------------ |
| Friedhofsarchitektur                   | Am Friedrichsberg und Am Bergquell, auf dem Friedhof Lage | ab 1788                     | spätklassizistische Grabmäler, 1850er Jahre; Grabmal mit Engel; Wegekreuz bezeichnet 1788; Friedhofstor bezeichnet 1808 | Fotos hochladen                |
| Villa                                  | Am Hahnsberg 22 Lage                                      | 1904                        | späthistoristische Villa, 1904 | weitere Bilder Fotos hochladen |
| Wohnhaus                               | Am Hahnsberg 37 Lage                                      | 1901                        | Putzbau, bayerisch-alpenländischer Stil, 1901 | weitere Bilder Fotos hochladen |
| Burghaus                               | Am Yachthafen 10 Lage                                     | 17. Jahrhundert             | ehemaliges Burghaus; dreigeschossiges Fachwerkhaus, teilweise massiv, bezeichnet 1776, im Kern wohl aus dem 17. Jahrhundert, Fachwerkanbau, Stadtmauertor                                                                      | weitere Bilder Fotos hochladen |
| Wohnhaus                               | Ankergasse 8 Lage                                         | 1780                        | barocker Mansardwalmdachbau, bezeichnet 1780 und 1781 | weitere Bilder Fotos hochladen |
| Wegekreuz                              | Hardtweg Lage                                             | 1767                        | Wegekreuz, Nischentyp, bezeichnet 1767 | weitere Bilder Fotos hochladen |
| Villa                                  | Hauptstraße 26 Lage                                       | 1919                        | Tuffsteinvilla, Buchsbaumgarten, 1919; Gesamtanlage | weitere Bilder Fotos hochladen |
| Torbogen                               | Hauptstraße, an Nr. 68 Lage                               | 18. Jahrhundert             | Torbogen, 18. Jahrhundert | weitere Bilder Fotos hochladen |
| Wohnhaus                               | Hauptstraße 73 Lage                                       | 1703                        | Fachwerkhaus, teilweise massiv, bezeichnet 1703 | weitere Bilder Fotos hochladen |
| Evangelische Kirche                    | Hauptstraße 80 Lage                                       | 1721                        | barocker Saalbau mit Dachreiter, bezeichnet 1721, Dachreiter 1752; Gesamtanlage mit evangelischen Pfarrhäusern Am Yachthafen 12 und Hauptstraße 82                                                                             | weitere Bilder Fotos hochladen |
| Friedhofsportal                        | Hauptstraße, bei Nr. 80 Lage                              | Anfang des 16. Jahrhunderts | Eingangsbogen zum evangelischen Friedhof, ursprünglich vom Anfang des 16. Jahrhunderts | BW                             |
| Evangelisches Pfarrhaus                | Hauptstraße 82 Lage                                       | 1829                        | ehemaliges evangelisches Pfarrhaus; Fachwerkbau, teilweise massiv, Krüppelwalmdach, bezeichnet 1829, wohl älter; rückwärtig Fachwerktrakt; zwei Grabplatten, 18. Jahrhundert, Grabstein; Gesamtanlage mit evangelischer Kirche | weitere Bilder Fotos hochladen |
| Altes Rathaus                          | Hauptstraße 87 Lage                                       | 1623                        | ehemaliges Rathaus; Fachwerkhaus, Ständerbau, bezeichnet 1623; in der Pützgasse: Torfahrt, 19. Jahrhundert; an der Hauptstraße: jüngeres Fachwerkhaus, teilweise massiv, gehört zu Nr. 89                                      | weitere Bilder Fotos hochladen |
| Wohnhaus                               | Hauptstraße 89 Lage                                       | 1715                        | Fachwerkhaus, teilweise massiv, bezeichnet 1715 | weitere Bilder Fotos hochladen |
| Wohnhaus                               | Hauptstraße 90 Lage                                       | 1788                        | Fachwerkhaus, teilweise massiv, bezeichnet 1788 | weitere Bilder Fotos hochladen |
| Rathaus                                | Hauptstraße 99 Lage                                       | 1841                        | Putzbau, bezeichnet 1841 | weitere Bilder Fotos hochladen |
| Kreuz                                  | Hauptstraße, bei Nr. 99 Lage                              | 1701                        | Kreuz, Nischentyp, bezeichnet 1701 | weitere Bilder Fotos hochladen |
| Wohnhaus                               | Hauptstraße 102 Lage                                      | 18. oder 19. Jahrhundert    | Fachwerkhaus, 18. oder 19. Jahrhundert | weitere Bilder Fotos hochladen |
| Gasthof Zum Schwanen                   | Hauptstraße 105/107 Lage                                  | 1671                        | reicher Fachwerkbau, bezeichnet 1671 | weitere Bilder Fotos hochladen |
| Wohnhaus                               | Hauptstraße 113 Lage                                      | 17. Jahrhundert             | Fachwerkhaus, 17. Jahrhundert | weitere Bilder Fotos hochladen |
| Hotel Stein                            | Hauptstraße 116 Lage                                      | Ende des 19. Jahrhunderts   | Backsteinbau, Mansardwalmdach, Ende des 19. Jahrhunderts | weitere Bilder Fotos hochladen |
| Wohnhaus                               | Hauptstraße 135 Lage                                      | 1861                        | Putzbau, Neurenaissance, bezeichnet 1861 | weitere Bilder Fotos hochladen |
| Wohnhaus                               | Holundergäßchen 1 Lage                                    | 1508                        | Fachwerkhaus, verputzt, bezeichnet 1508 | Fotos hochladen                |
| Gartenpavillon                         | Kräuselsgäßchen, bei Nr. 3 Lage                           |                             | schmiedeeiserner Gartenpavillon | weitere Bilder Fotos hochladen |
| Wohnhaus                               | Laurentiusstraße 2 Lage                                   | 18. Jahrhundert             | Fachwerkhaus, teilweise verputzt, Krüppelwalmdach, 18. Jahrhundert | weitere Bilder Fotos hochladen |
| Katholische Pfarrkirche St. Laurentius | Laurentiusstraße 3 Lage                                   | ab dem 16. Jahrhundert      | spätgotischer Chor, Anfang des 16. Jahrhunderts; neugotischer Tuffquaderbau, 1865/66, Architekt Vincenz Statz; Gesamtanlage mit katholischem Pfarrhaus Am Yachthafen 14                                                        | weitere Bilder Fotos hochladen |
| Grabkreuze und Wegekreuz               | Laurentiusstraße, bei Nr. 3 Lage                          | 17. und 18. Jahrhundert     | Grabkreuze, 18. Jahrhundert; Wegekreuz, Nischentyp, bezeichnet 1693 | Fotos hochladen                |
| Villa                                  | Mauerstraße 2 Lage                                        | 1896                        | Backsteinvilla, bezeichnet 1896; Gesamtanlage mit Garten | weitere Bilder Fotos hochladen |
| Wohnhaus                               | Pferdeweg 5 Lage                                          | 1779                        | Torbau, dreigeschossiges Fachwerkhaus, teilweise massiv, bezeichnet 1779 | weitere Bilder Fotos hochladen |
| Brunnen                                | Pützgasse, Ecke Hauptstraße Lage                          | 1780                        | Brunnen mit schmiedeeiserner Schwengelpumpe, bezeichnet 1780 | weitere Bilder Fotos hochladen |

## Oedingen

### Einzeldenkmäler
| Bezeichnung                           | Lage                        | Baujahr                           | Beschreibung | Bild                                    |
| ------------------------------------- | --------------------------- | --------------------------------- | --- | --------------------------------------- |
| Wegekreuz                             | Im Wotanger, bei Nr. 4 Lage | 18. Jahrhundert                   | Wegekreuz, Nischentyp, 18. Jahrhundert | weitere Bilder Fotos hochladen          |
| Friedhofskapelle                      | Kapellenstraße 11 Lage      | 13. Jahrhundert                   | ehemals Pfarrkirche St. Gertrud; Saalbau, im Kern aus dem 13. Jahrhundert; Gesamtanlage mit Friedhof; dort: fünf Grabkreuze, 18. Jahrhundert | weitere Bilder Fotos hochladen          |
| Wohnhaus                              | Wachtbergstraße 50 Lage     | erste Hälfte des 19. Jahrhunderts | Fachwerkhaus, teilweise massiv, verputzt, Krüppelwalmdach, erste Hälfte des 19. Jahrhunderts                                                 | Fotos hochladen                         |
| Katholische Pfarrkirche St. Gertrudis | Wachtbergstraße 62 Lage     | 1909/10                           | neugotischer Saalbau, 1909/10 | weitere Bilder Fotos hochladen          |
| Wegekreuz                             | südlich des Ortes Lage      | 1860                              | Wegekreuz, Nischentyp, bezeichnet 1860 | Fotos hochladen                         |
| Wegekreuz                             | südlich des Ortes           | 1510                              | Wegekreuz, bezeichnet 1510 | Direkt Bild zu diesem Denkmal hochladen |

## Rolandseck

### Einzeldenkmäler
| Bezeichnung        | Lage                                                             | Baujahr                    | Beschreibung | Bild                           |
| ------------------ | ---------------------------------------------------------------- | -------------------------- | --- | ------------------------------ |
| Haus Humboldtstein | Am Humboldtstein ohne Nummer Lage                                | Mitte des 19. Jahrhunderts | neugotischer Putzbau, Mitte des 19. Jahrhunderts; Gesamtanlage mit Garten                                                        | weitere Bilder Fotos hochladen |
| Wohnhaus           | Am Kasselbach 2 Lage                                             | Mitte des 19. Jahrhunderts | ein- und zweigeschossiger spätklassizistischer Putzbau, Mitte des 19. Jahrhunderts                                               | BW                             |
| Haus Sölling       | Am Kasselbach 4 Lage                                             | 1858–1860                  | spätklassizistische Putzvilla, 1858–1860; Gesamtanlage mit Garten                                                                | weitere Bilder Fotos hochladen |
| Villa              | Am Kasselbach 5 Lage                                             | 1882–1883                  | Backsteinvilla, Art der Schweizerhäuser; Architekt: Hermann Eduard Maertens                                                      | BW                             |
| Villa              | Bonner Straße 11 Lage                                            | spätes 19. Jahrhundert     | zweieinhalbgeschossiger Mansardwalmdachbau, Treppentürmchen, spätes 19. Jahrhundert                                              | weitere Bilder Fotos hochladen |
| Villa              | Bonner Straße 20 Lage                                            | um 1900/10                 | Putzvilla, um 1900/10 | weitere Bilder Fotos hochladen |
| Villa              | Bonner Straße 24 Lage                                            | um 1900                    | späthistoristische Putzvilla, um 1900                                                                                            | weitere Bilder Fotos hochladen |
| Bahnhof Rolandseck | Hans-Arp-Allee Lage                                              | um 1855/56                 | Putzbau mit gusseisernen Balkonen, um 1855/56; Bahnhofshäuschen, verschiefert und Schieferbruchstein, 1920er Jahre; Gesamtanlage | weitere Bilder Fotos hochladen |
| Wegekreuz          | Hans-Arp-Allee Lage                                              | 1671                       | Wegekreuz, bezeichnet 1671 und 1930 (erneuert)                                                                                   | Fotos hochladen                |
| Goethestein        | nordwestlich des Ortes im Wald; Distrikt In der Brucherlage Lage | 1905                       | Postament, bezeichnet 1905 | weitere Bilder Fotos hochladen |

## Rolandswerth

### Einzeldenkmäler
| Bezeichnung                           | Lage                                                 | Baujahr                             | Beschreibung | Bild                                    |
| ------------------------------------- | ---------------------------------------------------- | ----------------------------------- | --- | --------------------------------------- |
| Wasserwerk Rolandswerth               | Brunnenstraße 1 Lage                                 | 1900                                | Backsteinbau, bezeichnet 1900 | weitere Bilder Fotos hochladen          |
| Katholische Kapelle                   | Brunnenstraße 16 Lage                                | 1865                                | Backsteinbau, 1865 | weitere Bilder Fotos hochladen          |
| Wegekreuz                             | Brunnenstraße, Ecke Am Schwedenkreuz Lage            | 1624                                | Wegekreuz, Nischentyp, bezeichnet 1624 | weitere Bilder Fotos hochladen          |
| Brunnen                               | Mainzer Straße Lage                                  | 1809                                | Brunnen, Becken bezeichnet 1809 | Fotos hochladen                         |
| Turm                                  | Mainzer Straße                                       | 19. Jahrhundert                     | Turm, 19. Jahrhundert | Direkt Bild zu diesem Denkmal hochladen |
| Villa Rolandseck                      | Mainzer Straße 14 Lage                               | 1888                                | spätklassizistische Putzvilla, Neurenaissance, Aussichtsplattform, bezeichnet 1888; Gesamtanlage mit Garten | weitere Bilder Fotos hochladen          |
| Rolandshof                            | Mainzer Straße 16/18 Lage                            | erste Hälfte des 19. Jahrhunderts   | frühklassizistischer dreigeschossiger Putzbau, erste Hälfte des 19. Jahrhunderts; Gesamtanlage mit Hofbau | weitere Bilder Fotos hochladen          |
| Hotel                                 | Mainzer Straße 28/30 Lage                            | Mitte und Ende des 19. Jahrhunderts | ehemalige sowjetische Botschaft; zweiteiliger Hotelkomplex, Mitte des 19. Jahrhunderts, fünfachsiger pilastergegliederter Bauteil, Ende des 19. Jahrhunderts | weitere Bilder Fotos hochladen          |
| Franziskanerinnenkloster Rolandswerth | auf der Insel Nonnenwerth Lage                       | 1773–1775                           | barocke (auch Nonnen-)Klosteranlage, 1773–1775, Architekt Nikolaus Lauxen; Kirche St. Clemens: Saalbau mit Pilastern instrumentiert, Volutengiebel, großer Dachreiter; Klosteranlage mit Kreuzgang: dreigeschossiger Mansardwalmdachbau, rheinseitige Erweiterung, 19. Jahrhundert; Wappen; barocker Garten; Schulbau; Gesamtanlage | weitere Bilder Fotos hochladen          |
| Humboldtsturm                         | südlich des Ortes in der Nähe des Rolandsbogens Lage | 1848                                | Wohnturm, neugotischer Bruchsteinbau, 1848, Architekt Ernst Friedrich Zwirner | weitere Bilder Fotos hochladen          |
| Rolandsbogen                          | südlich des Ortes Lage                               | ab 1122                             | Reste der 1122 erbauten, 1475 zerstörten Burg Rolandseck, 1840 Wiederaufbau der 1839 eingestürzten Ruine (Architekt: Ernst Friedrich Zwirner); Brücke zur Burg Rolandseck und Rolandsbogen, Zwingermauer; Gesamtanlage | weitere Bilder Fotos hochladen          |

## Unkelbach

### Einzeldenkmäler
| Bezeichnung                          | Lage                                                 | Baujahr                    | Beschreibung | Bild                           |
| ------------------------------------ | ---------------------------------------------------- | -------------------------- | --- | ------------------------------ |
| Hofanlage                            | Am Bach 12 Lage                                      | 18. Jahrhundert            | Hofreite; Fachwerkhaus, 18. Jahrhundert                                                                                         | weitere Bilder Fotos hochladen |
| Hofanlage                            | Am Mühlenweg 1, Am Lindengarten Lage                 | 18. Jahrhundert oder älter | Hofreite; Fachwerkhaus, Ständerbau, 18. Jahrhundert oder älter                                                                  | BW                             |
| Hofanlage                            | Am Zehnthof 2 Lage                                   | 19. Jahrhundert            | Hofreite, 19. Jahrhundert; Fachwerkhaus, teilweise massiv, Fachwerkerker aus dem 17. Jahrhundert                                | BW                             |
| Wegekreuz                            | Am Zehnthof, Ecke Am Bach Lage                       | 18. Jahrhundert            | Wegekreuz, Nischentyp, wohl aus dem 18. Jahrhundert                                                                             | Fotos hochladen                |
| Wohnhaus                             | Oberdorfstraße 2 Lage                                |                            | Fachwerkhaus, Mansarddach, Backsteinscheune; Gesamtanlage                                                                       | weitere Bilder Fotos hochladen |
| Hofanlage                            | Oberdorfstraße 12 Lage                               | 1739                       | Streckhof; Fachwerkhaus, Ständerbau, bezeichnet 1739; Fachwerkhaus, teilweise massiv, 18. Jahrhundert, Umbau im 19. Jahrhundert | weitere Bilder Fotos hochladen |
| Katholische Pfarrkirche St. Remigius | Schulstraße Lage                                     | 1900                       | neugotische Backsteinbasilika, 1900; auf dem Friedhof: barocke Grabsteine                                                       | weitere Bilder Fotos hochladen |
| Wohnhaus                             | Schulstraße 1 Lage                                   | 1717                       | Fachwerkhaus, bezeichnet 1717                                                                                                   | weitere Bilder Fotos hochladen |
| Wohnhaus                             | Schulstraße 2 Lage                                   | 1754                       | Fachwerkhaus, abgewalmtes Mansarddach, bezeichnet 1754                                                                          | weitere Bilder Fotos hochladen |
| Wohnhaus                             | Schulstraße 3 Lage                                   | 18. Jahrhundert            | Fachwerkhaus, Mansarddach, 18. Jahrhundert                                                                                      | weitere Bilder Fotos hochladen |
| Wegekreuz                            | Schulstraße, bei Nr. 20 Lage                         | 18. Jahrhundert            | Wegekreuz, Nischentyp, wohl aus dem 18. Jahrhundert                                                                             | Fotos hochladen                |
| Wegekreuz                            | Sebastianusstraße Lage                               | 1776                       | Wegekreuz, Nischentyp, bezeichnet 1776                                                                                          | Fotos hochladen                |
| Forsthaus Unkelbrücker Mühle         | am östlichen Ortseingang Lage                        | 1721                       | Hofgruppe; Krüppelwalmdachbau, bezeichnet 1721 oder 1771, Fachwerkremise, teilweise massiv                                      | BW                             |
| Heiligenhäuschen                     | östlich des Ortes (Unkelbachstraße) Lage             | 1409                       | Heiligenhäuschen; daran mittelalterliche Inschrifttafel, bezeichnet 1409                                                        | Fotos hochladen                |
| Wegekreuz                            | südlich von Unkelbach; Fur Auf dem Alten Garten Lage | 1722                       | Wegekreuz, Nischentyp, bezeichnet 1722                                                                                          | BW                             |

### Ehemalige Kulturdenkmäler
| Bezeichnung | Lage            | Baujahr         | Beschreibung                                                                           | Bild            |
| ----------- | --------------- | --------------- | -------------------------------------------------------------------------------------- | --------------- |
| Wohnhaus    | Am Bach 24 Lage | 19. Jahrhundert | Fachwerkhaus, bezeichnet 1750, eher aus dem 19. Jahrhundert; aus Denkmalliste gelöscht | Fotos hochladen |